# 2003年バレーボール男子アジア選手権
2003年バレーボール男子アジア選手権（The 12th Asian Men's Volleyball Championship）は、中国・天津で開催された第12回バレーボールアジア選手権男子大会。
15か国が参加。韓国が2大会連続4回目の優勝を飾った。上位2か国の韓国と中国は2003年バレーボールワールドカップの出場権を獲得。また、上位4チームがアテネオリンピック世界最終予選の出場権を獲得。

## 最終結果
| 順位 | 国                   |
| ---- | -------------------- |
| 1    | 韓国                 |
| 2    | 中国                 |
| 3    | イラン               |
| 4    | オーストラリア       |
| 5    | インド               |
| 6    | 日本                 |
| 7    | パキスタン           |
| 8    | カザフスタン         |
| 9    | チャイニーズタイペイ |
| 10   | タイ                 |
| 11   | カタール             |
| 12   | サウジアラビア       |
| 13   | バーレーン           |
| 14   | ニュージーランド     |
| 15   | アラブ首長国連邦     |